# John St Aubyn, 4. Baron St Levan
John Francis Arthur St Aubyn, 4. Baron St Levan (* 23. Februar 1919; † 7. April 2013) war ein britischer Peer und Politiker.

## Leben

### Familie und Kriegsdienst
Er wurde als Sohn von Francis Cecil Ord St Aubyn, 3. Baron St Levan (1895–1978) und dessen Ehefrau Clementina Gwendolen Catharine Nicolson (1896–1995) geboren. Er erbte nach dem Tod seines Vaters am 10. Juli 1978 den Titel eines Baron St Levan.
Er besuchte das Eton College in der englischen Grafschaft Berkshire. Seine Kindheit verbrachte er im Haushalt seiner Eltern in London und auf dem St Michael’s Mount; die Gezeiteninsel gehörte damals seinem Großonkel. Nach seinem Abschluss in Eton studierte er am Trinity College der University of Cambridge, wo er 1938 den Naval Cadets beitrat. 1940 schloss er an der University of Cambridge mit einem Bachelor of Arts (B.A.) ab.
Als er von der Evakuierung der Truppen bei der Schlacht von Dünkirchen erfuhr, bestieg er mit einem befreundeten Kadetten den Zug von Cambridge nach Chatham, um sich freiwillig zum Kriegsdienst zu melden. Er wurde zur Royal Naval Volunteer Reserve nach Ramsgate entsandt. Da die Evakuierung noch in vollem Gange war, erhielt er im Alter von 21 Jahren sein erstes Kommando als Kapitän auf einem belgischen Handelsschiff. Unter seinem Kommando gelang, trotz starkem deutschen Artilleriebeschuss, mehr als 150 Soldaten an Bord zu nehmen und sicher nach Großbritannien heimzugeleiten. Er wurde dann als Lieutenant auf ein Minensuchboot im Rahmen der Nordmeergeleitzüge (Arctic Convoys), die militärisch wichtige Güter in die Sowjetunion brachten, versetzt. Im Rahmen seines Kommandos kam er auch bis Archangelsk. Gegen Ende des Zweiten Weltkrieges erhielt er das Kommando über das Minensuchboot Prospect. Seine Aufgabe war es, zehn deutsche Schleppzüge mit Giftgas, sicher durch die norwegischen Fjorde zu führen.
1942 wurde er für seine militärischen Leistungen mit dem Distinguished Service Cross ausgezeichnet. 1948 schied er im Rang eines Oberleutnants (Lieutenant) aus dem Dienst bei der Royal Naval Volunteer Reserve aus.

### Beruf und St Michael’s Mount
Nach dem Zweiten Weltkrieg beendete er sein Studium der Rechtswissenschaften an der University of Cambridge. Seit 1948 praktizierte er als Solicitor in London; zu dieser Zeit wohnte er in einer eleganten Wohnung im Stadtteil Knightsbridge, die Treffpunkt gesellschaftlicher Veranstaltungen und Partys war.
Er wurde insbesondere durch seinen Einsatz für den Umweltschutz, die Erhaltung der Landschaft und natürlicher Lebensräume bekannt. 1954 gelang es ihm, mithilfe einer bis dato einmaligen Absprache mit dem britischen National Trust, die Verwaltung des St Michael’s Mount Tourist Trade in Familienhand zu belassen. 1975 übernahm er die Verwaltung von seinem Vater. In der Folgezeit machte er aus dem St Michael’s Mount eine der beliebtesten Touristenattraktionen Großbritanniens. St Michael’s Mount gehörte regelmäßig zu den 10 meistbesuchten Objekten des National Trust, mit über 250.000 Besuchern jährlich.
Er gehörte zu den Vorkämpfern der vom National Trust initiierten Operation Neptune, mit dem Ziel, die unberührte Küstenlinie Cornwalls für zukünftige Generationen zu schützen. Er unterstützte auch aktiv die Erhaltungsarbeiten des National Trust, beispielsweise beim Wiederaufbau des Fahrdamms, der die Gezeiteninsel des St Michael’s Mount mit dem Festland verband.
Er verfasste ein Buch über die Geschichte des St Michael’s Mount.

## Ehrungen und Auszeichnungen
1974 wurde er Fellow der Royal Society of Arts (F.R.S.A.). 1974 wurde er High Sheriff of Cornwall. Zwischen 1977 und 1992 war Deputy Lieutenant (D.L.) von Cornwall. Von 1992 bis 1994 hatte er das Amt des Vice-Lord-Lieutenant von Cornwall inne.
1997 wurde er zum Knight of Justice des Order of St John (K.St.J.) ernannt.
Am 1. April 2013, wenige Tage vor seinem Tod, wurde er als Veteran der Arctic Convoys mit der Medal of the Arctic Star geehrt. In Anerkennung seiner Verdienste und für sein Lebenswerk verlieh ihm der National Trust seine höchste Auszeichnung, die Octavia Hill-Medaille.

## Mitgliedschaft im House of Lords
Mit dem Erbe des Titels des Baron St Levan wurde er am 10. Juli 1978 offizielles Mitglied des House of Lords. Im House of Lords sprach er ausschließlich zu Angelegenheiten Cornwalls. Seine Antrittsrede hielt er am 4. April 1984. Im Hansard sind Wortbeiträge von ihm aus den Jahren von 1984 bis 1997 dokumentiert. Im Februar 1997 meldete er sich im House of Lords zuletzt zu Wort. Seine Mitgliedschaft im House of Lords endete 1999 durch den House of Lords Act 1999.

## Privates
Im Dezember 1970 heiratete er Susan Maria Marcia Kennedy, die Tochter des Generalmajors Sir John Noble Kennedy. Gemeinsam mit ihr renovierte und modernisierte er das Familienanwesen St Michael’s Mount. Er lebte bis 2003 auf dem St Michael’s Mount. Nach dem Tod seiner Frau († 2003) zog er aufs Festland, blieb jedoch als Gönner, Sponsor und Unterstützer weiterhin eng mit dem Familienanwesen verbunden.
Titelerbe ist sein Neffe, James St Aubyn (* 1950). Diesem hatte er auch den Familiensitz testamentarisch vermacht.